# Bundesautobahn 17
De Bundesautobahn 17 (kort BAB 17, A17 of 17) is een autosnelweg in Duitsland, die loopt van Dresden naar de Tsjechische grens bij Breitenau, waar de autosnelweg verdergaat als D8 richting Ústí nad Labem en Praag. In 1998 werd met de bouw begonnen en sinds 21 december 2006 is de A17 over de gehele lengte geopend.
De snelweg valt onder een van de tien Pan-Europese corridors (nr. 4; E55). Doordat de snelweg op meer dan 600 meter hoogte de Osterzgebirge doorkruist en in de Agglomeratie Dresden langs de zuidrand van het Elbedal voor het regionale verkeer als ontsluiting dient, was de bouw van de snelweg zeer gecompliceerd en is in de nabijheid van Dresden gekenmerkt door talrijke tunnels en bruggen. Het totale traject van 45 kilometer kostte circa €680 miljoen, wat €15,25 miljoen per snelwegkilometer is.
Om het Europese belang van de verbinding Praag – Dresden te onderstrepen, wordt de A17/D8 ook wel Via Porta Bohemica genoemd.

## Verloop

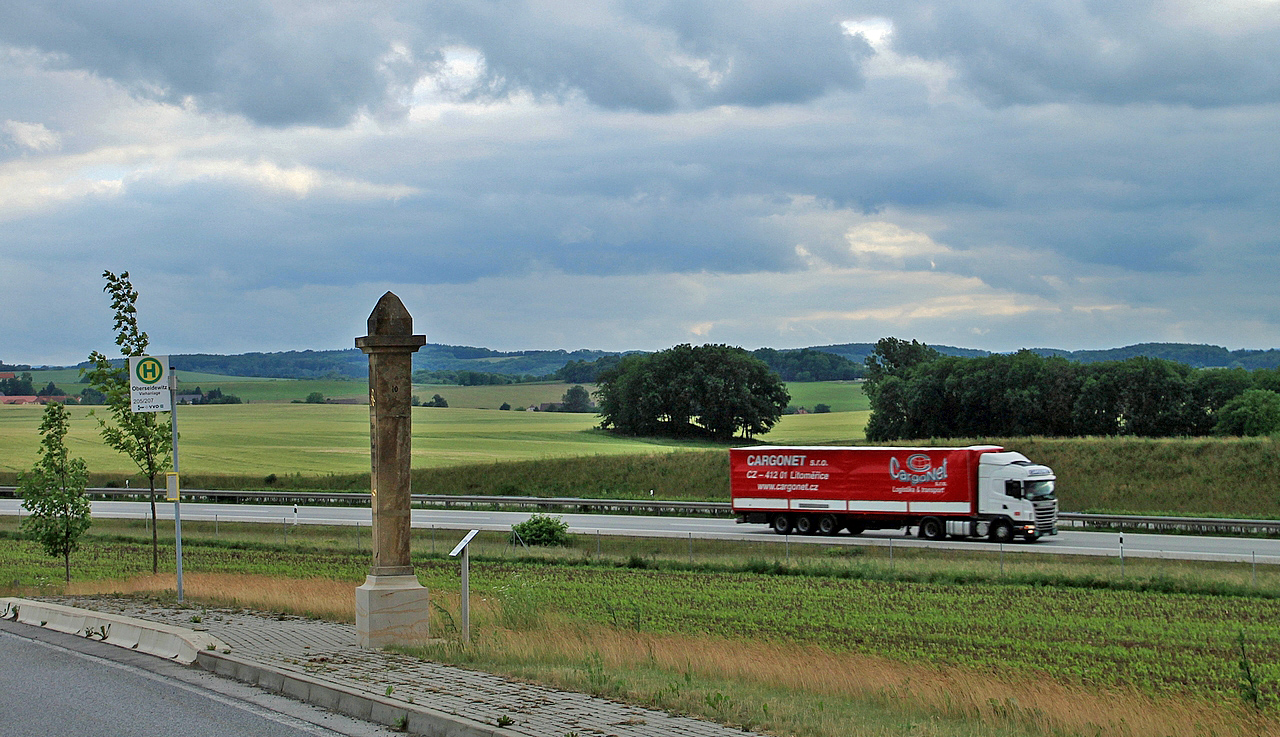
280 jaar verkeersgeschiedenis: op de voorgrond is de halfmijlsteen nr. 10 (1729) van de Alte Dresden-Teplitzer Poststraße te zien, enkele meter daarachter rolt het zware verkeer van de 21e eeuw over de A17. (2012)

De A17 verloopt parallel aan de historische Ertsgebergtepas. Afgezien van het feit dat door moderne betonnen bruggen de v-dalen zonder enorme hoogteverschillen worden gekruist, volgt de weg de route van de Dresden-Teplitzer Poststraße en de Kulmer Steig direct na het overbruggen van de Müglitzdal in Dohna. Naast het belang voor het regionale verkeer in de Agglomeratie Dresden tussen Pirna en Dresden, is deze weg met de Nollendorfer Pass ook de laagste doorkruising van het Ertsgebergte op ongeveer 600 meter hoogte.
De snelweg heeft doorgaans minstens 2x2 rijstroken (plus vluchtstroken) en heeft een dwarsprofiel van 29,5 meter en op grote bruggen 29,0 meter.

## Geschiedenis

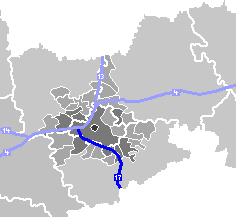
Tracé van de A17 in de agglomeratie van Dresden

De eerste plannen voor de verbinding Dresden – Praag dateren uit het jaar 1938 als Strecke 72. Bij Dresden werd zowel een zuidwestelijke variant gelijk aan het huidige tracé alsook een noordoostelijke variant via de Dresdner Heide en Pirna gepland. Voor laatste werd in 1940 gekozen, echter tot concrete bouwwerkzaamheden kwam het door de oorlog niet.
Op basis van de vooroorlogse plannen werd in de DDR aan het einde van de jaren 60 ook de verbinding naar Praag opnieuw overwogen. Eind jaren 70 werd voor een zuidelijke tracering, gelijk aan de huidige, gekozen. Over concrete plannen kwam het in dit project, waarschijnlijk door de hoge kosten, echter niet.
Na 1990 werd door voorstanders betoogd dat de bouw door het stijgende vrachtverkeer op de Bundesstraße 170 steeds noodzakelijker werd. Aanknopend aan bestaande plannen werden diverse tracés westelijk van Dresden onderzocht, waarvan voor de variant die dicht bij de stad loopt gekozen werd. Het trajectdeel van Pirna tot de grens werd op gronden van natuurbescherming verder westelijk gepland, omdat het oorspronkelijke tracé langs het Nationaal Park Saksisch Zwitserland loopt.
Het nummer A17 werd begin jaren 90 voor een andere snelweg voorzien. Deze Bundesautobahn 17 zou van Bautzen zuidoostelijk naar Zittau en verder naar Tsjechië lopen. Deze zou aansluiting op de geplande D35 hebben gehad. Op dit tracé werd uiteindelijk de Bundesstraße 178 gerealiseerd. In Zittau was een knooppunt met de eveneens niet gebouwde A18 naar Cottbus voorzien. De huidige A17 naar Praag zou onderdeel van de A13 worden.
De snelweg werd in delen geopend. De openingen waren als volgt:
| Trajectdeel                            | Openingsdatum                                             | Lengte (km) | Kosten (in miljoenen) |
| -------------------------------------- | --------------------------------------------------------- | ----------- | --------------------- |
| Dreieck Dresden-West – Dresden-Gorbitz | 8 oktober 2001                                            | 3,6         | € 53,6                |
| Dresden-Gorbitz – Dresden-Südvorstadt  | 22 december 2004                                          | 8,8         | € 286                 |
| Dresden-Südvorstadt – Dresden-Prohlis  | 25 oktober 2004                                           | 3           | € 45                  |
| Dresden-Prohlis – Pirna                | 13 december 2005 (noordelijke rijbaan al op 22 juli 2005) | 9,9         | € 113                 |
| Pirna – grens Tsjechië                 | 21 december 2006                                          | 19,3        | € 154                 |

### Conflicten om de bouw

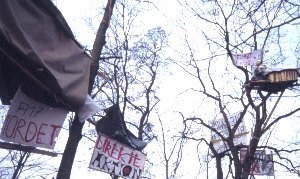
In Zschonergrund bij Zöllmen was vanaf april 1997 een permanent bewoonde protestkamp tegen de snelwegbouw, bestaande uit houten hutten, bouwwagens, barricades en boomhutten. Het protestkamp werd op 21 april 1999 door speciale commando's van de politie ontruimd. (1999)

Tegen de bouw van de snelweg formeerde zich na die Wende een netwerk van burgerinitiatieven en milieugroeperingen (onder andere de Grüne Liga), terwijl vooral de Bondsdag, de Bondsverkeersministerie en het Saksische kabinet voor de bouw waren om de economie een duw te geven. Een stadssnijdende variant van de A17 werd door de meerderheid van de gemeenteraad van Dresden herhaaldelijk weggestemd, omdat zij vreesden voor onder andere onaanvaardbare geluidsoverlast en luchtverontreiniging. Ook de toenmalige burgemeester van Dresden, Herbert Wagner (CDU), faalde met zijn veto.
Daarna werd een burgerinitiatief voor de bouw van de A17 opgericht, die samen met delen van de CDU-top uit Dresden een referendum voor de bouw van de A17 initieerde. Op 5 november 1995 stemde bij deze referendum ongeveer 50% van de kiesgerechtigden in Dresden. Van deze mensen stemden rond twee derde voor de bouw van de stadssnijdende variant.
Zoals later bleek kreeg het burgerinitiatief voor de A17 ondersteunding van de wegenbouwlobbyclub GSV, dat later beweerde: "Dit burgerinitiatief en de deelname van de GSV aan het resultaat is de eigenlijke kern van het succes waar de GSV zelf aanspraak op mag maken."

### Natuurgebieden langs het tracé
De snelweg kruist of gaat rakelings langs enkele natuurgebieden. Diegenen die onder bescherming van de habitatrichtlijn (FFH-gebieden) staan, moesten met een milieueffectenrapportage getoetst worden en vanzelfsprekend volgens de wettelijke milieuvriendelijke vereisten gepland worden. Deze gebieden zijn:
- „FFH-Gebied 37E Täler von Vereinigter und Wilder Weißeritz“;
- „FFH-Gebied 179 Lockwitzgrund und Wilisch“ (compensatie door brug met minder brugpijlers);
- „FFH-Gebied 180 Meuschaer Höhe“ (compensatie door ecoduct);
- „FFH-Gebied 85E Seidewitztal und Börnersdorfer Bach“ (compensatie door boogbrug zonder pijlers in het dal);
- „FFH-Gebied 181 Bahrebachtal“ (compensatie door een lichte uitbuiging);
- „FFH-Gebied 42E Mittelgebirgslandschaft um Oelsen“ (compensatie door een lichte uitbuigen en kleinst mogelijke doorsnijding van het gebied) direct aan de Tsjechische grens.

Verdere conflicten zijn bij de tracering van de aansluitende D8 in Tsjechië geweest. Het tracé loopt in de omgeving van het Boheemse Middelgebergte door een natuurgebied.

### Eerste bouwdeel
Het eerste deeltraject van het eerste bouwdeel liep van Dreieck Dresden-West (A4) tot aansluiting Dresden-Gorbitz (B173). Dit 3,6 kilometer lange traject werd vanaf augustus 1998 gebouwd, op 8 oktober 2001 vrijgegeven en kostte ongeveer €53,6 miljoen. De ontsluitingsweg naar Dresden, de Coventrystraße (B173), werd in maart 2007 verbreed naar 2x2 rijstroken. Een randweg om Kesselsdorf in de B173 werd van 2009 tot 2011 gebouwd. Als ontsluitingsweg naar Freital werd de Staatsstraße 36 verlegd en uitgebouwd.
Het tweede deel van het eerste bouwdeel liep van aansluiting Dresden-Gorbitz (B173) tot Dresden-Südvorstadt (B170). Dit 8,8 kilometer lange traject kostte ongeveer €286 miljoen. 87% van de kosten waren voor de tunnel-brug-tunnel constructie over de Plauensche Grund en de Weißeritz tussen Dölzschen (Dölzschener Tunnel) en Coschütz (Coschützer Tunnel). Hierdoor kostte een meter tunnel circa €40.000. Met de bouw van dit deel werd in het voorjaar van 2000 begonnen. Eveneens in dit deel bevindt zich de Tunnel Altfranken. De opening van dit tweede deel verschoof naar achteren na een kabelbrand in de Coschützer Tunnel van oktober 2004 naar 22 december 2004. Al in de herfst van 2005 waren omvangrijke reparatiewerkzaamheden in de tunnel noodzakelijk, om de constructiefouten op te lossen.

### Tweede bouwdeel

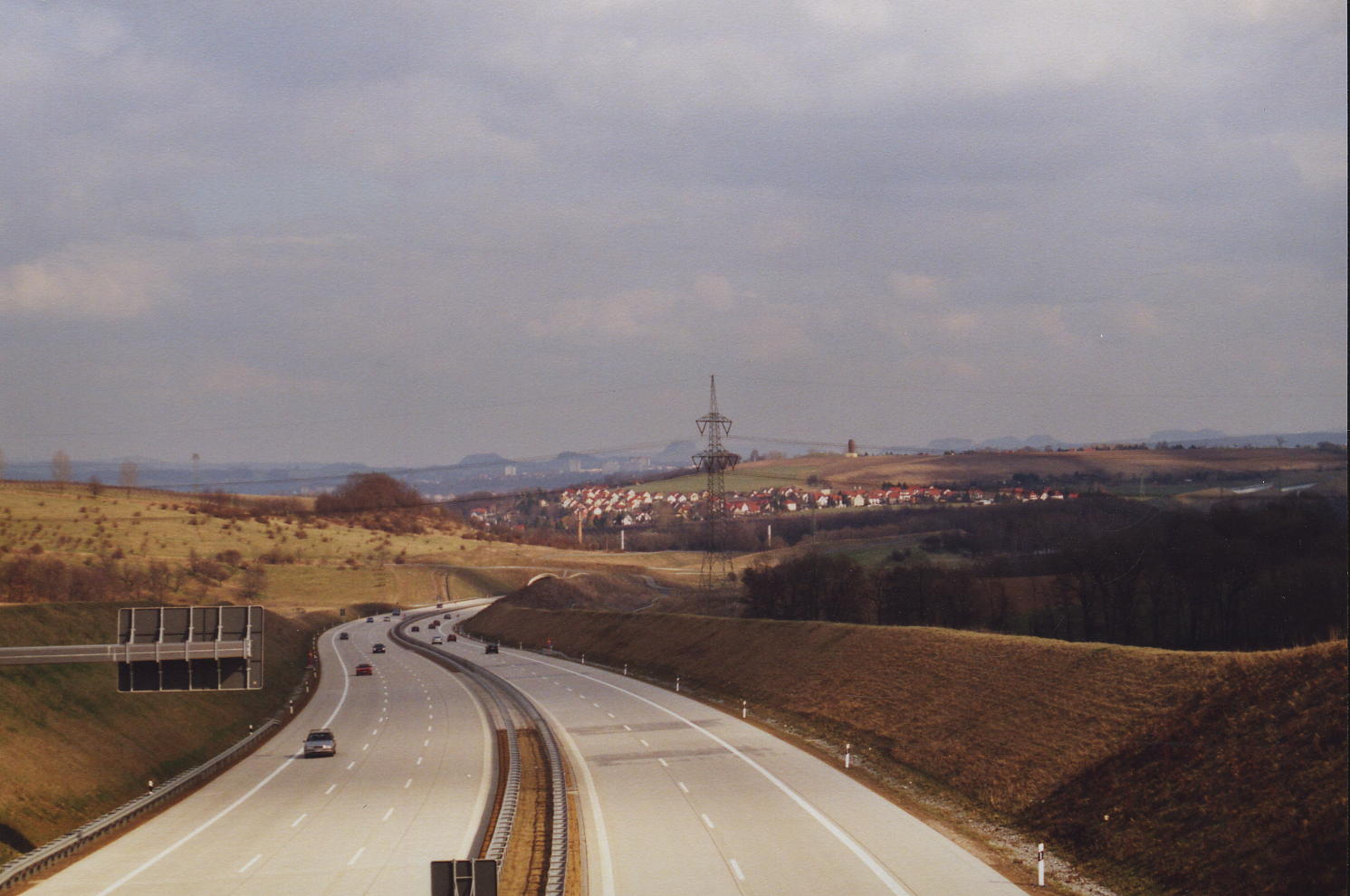
De snelweg tussen aansluitingen Heidenau en Pirna met blik op het Elbsandsteingebirge. (2006)

Het eerste deeltraject van het tweede bouwdeel ging van aansluiting Dresden-Südvorstadt (B170) tot Dresden-Prohlis. Het drie kilometer lange traject kostte €45 miljoen en werd op 25 oktober 2004 vrijgegeven, nog voordat het eerste trajectdeel volledig gereed was. Vanaf aansluiting Dresden-Prohlis werd een nieuwe ontsluitingsweg naar de toenmalige B172 gebouwd om Kauscha en Dresden-Nickern voor het verkeer te ontlasten. Deze randweg loopt als S191 via Goppeln en Rippien naar de B170 in Bannewitz (Hänichen).
Het overige deeltraject van het tweede bouwdeel van aansluiting Dresden-Prohlis tot Pirna is 9,9 kilometer lang en werd op 22 juli 2005 vrijgegeven. De bouwkosten bedroegen €113 miljoen. Tijdens de opening werd alleen de noordelijke rijbaan van de Lockwitztalbrücke vrijgegeven. De brug werd op 13 december 2005 voor beide zijde vrijgegeven. Vanaf aansluiting Heidenau werd een ontsluitingsweg gebouwd, enerzijds naar de B172 en in 2007 anderzijds tussen Borthen en Röhrsdorf door en verder richting Wittgensdorf. De aansluiting Pirna bevindt zich in de nabijheid van Dohna, vanaf hier werd de B172a met 2x2 rijstroken naar Pirna gebouwd.

### Derde bouwdeel
Vanaf aansluiting Pirna tot de Tsjechische grens is het derde bouwdeel 19,3 kilometer lang. De bouw werd op 8 december 2004 officieel gestart, waarbij de werkzaamheden aan de bruggen al sinds het voorjaar van 2004 liepen. Het kostte ongeveer €154 miljoen. Op 21 december 2006 werd de snelweg van Dresden tot de grens en het vervolg in Tsjechië als D8 tot Ústí nad Labem voor het verkeer vrijgegeven.

## Kunstwerken

### Tunnel Altfranken

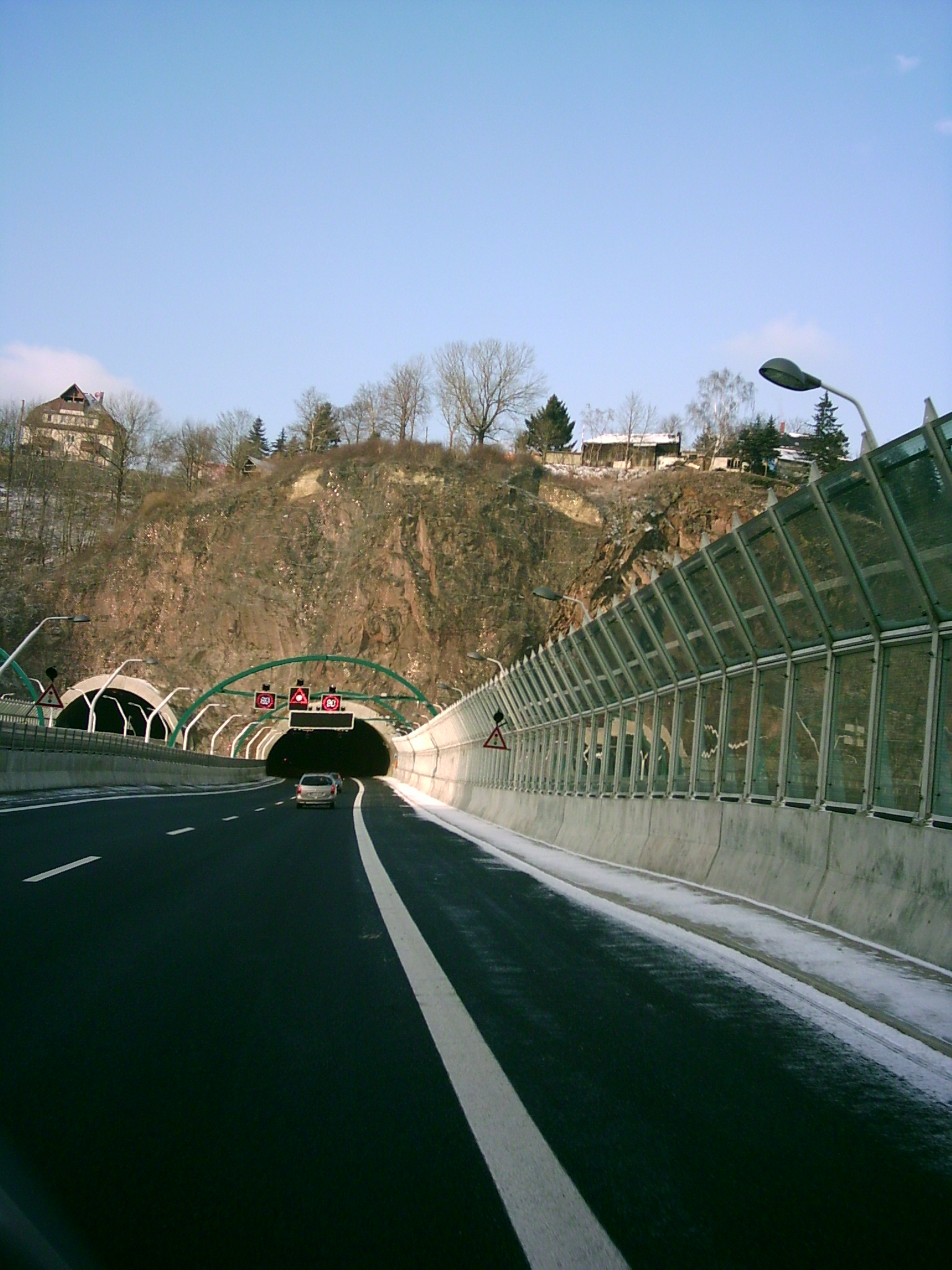
Dölzschener Tunnel. (2003)

De landtunnel Altfranken bevindt zich ter hoogte van Dresden-Altfranken. Hier gaat de snelweg onder het slotpark ("Luckner-Park") door. De natuurverbinding werd gebouwd tussen 2000 en 2004 als openbouwputtunnel. Met een lengte van 354 meter heeft de onderdoorgang twee buizen met twee rijstroken in de oostelijke en drie rijstroken in de westelijke richting.

### Dölzschener Tunnel
De Dölzschener Tunnel bestaat uit twee buizen en gaat onder het stadsdeel Dresden-Dölzschen door en is 1.070 meter lang. Doordat in westelijke richting de snelweg een lichte helling opgaat, heeft de noordelijke rijbaan drie rijstroken echter zonder vluchtstrook. De tunnel werd geboord volgens de New Austrian Tunnelling Method.

### Coschützer Tunnel
De Coschützer Tunnel is de langste tunnel in de A17 en gaat onder het stadsdeel Dresden-Coschütz door. De tunnel heeft twee buizen elk met twee rijstroken en een vluchtstrook en is 2.332 meter lang. Ook werd deze volgens de New Austrian Tunnelling Method gebouwd. De Coschützer Tunnel is met de Dölzschener Tunnel verbonden via de Weißeritztalbrücke over de Plauensche Grund.

### Lockwitztalbrücke

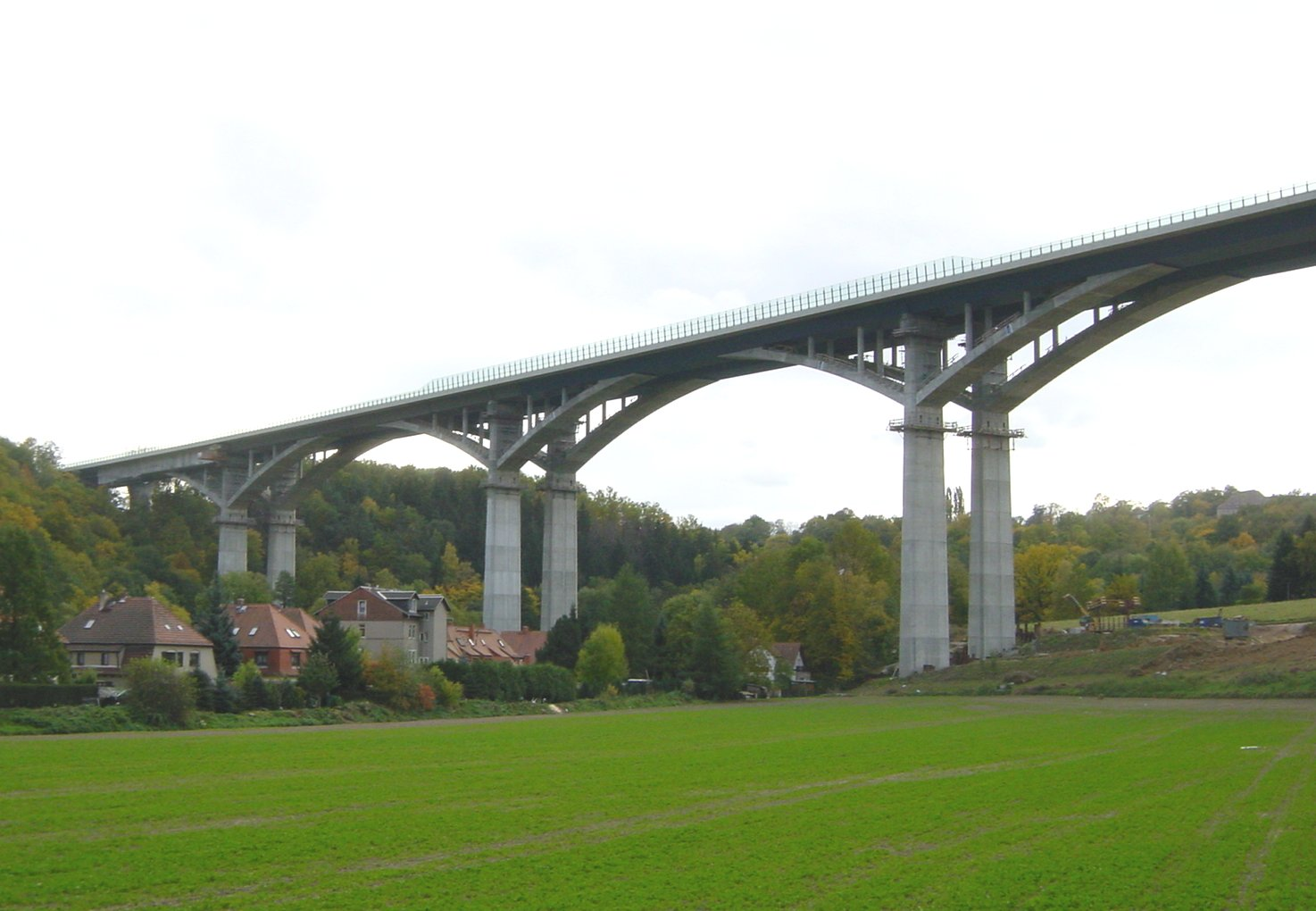
Lockwitztalbrücke aan de zuidelijke stadsrand van Dresden. (2005)

De Lockwitztalbrücke is de hoogste en langste brug in de A17. Het is 723 meter lang en overspand het dal tot op 64 meter hoogte aan de zuidelijke stadsrand van Dresden. De brug heeft een overspanning tot 125 meter en is gekenmerkt door een nieuwe constructievorm met boogvormige hellende steunbalken uit staalbeton. Daarmee kon worden bereikt, vanuit het oogpunt tot het beschermen van het natuurgebied onder de brug, het aantal brugpijlers in het dal te verminderen tot acht. De burg loopt in een boog met een straal van 2.500 meter, waarvan het middelpunt ten noorden van de brug ligt. De burg werd in december 2005 volledig geopend, het noordelijke deel werd al in juli 2005 vrijgegeven.

### Seidewitztalbrücke

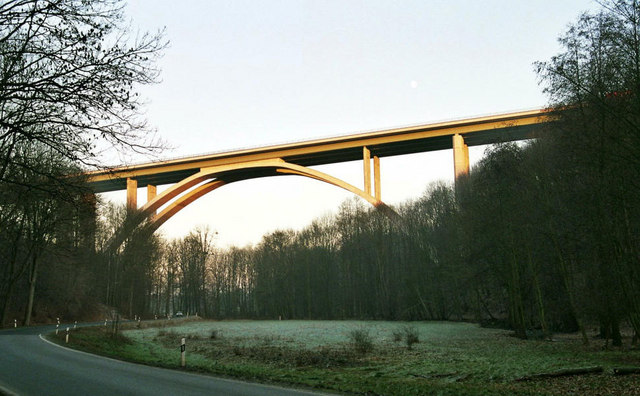
Seidewitztalbrücke. (2008)

De Seidewitztalbrücke overspant het gelijknamige dal bij Pirna over een lengte van 568 meter. Het is met een overspanning van 154 meter de grootste boogbrug in Saksen en heeft een hoogte tot 55 meter boven de grond. De massieve boog is paraboolvorm en werd als een afgespannen uitbouwbrug gebouwd. De brug werd in 2006 geopend.

### Grensovergang
De grenscontrolepost van de A17 naar Tsjechië heette Breitenau-Krásný Les (Schönwald). Het lag ongeveer 4,7 kilometer van de daadwerkelijke grens aan de Duitse zijde bij Börnersdorf-Breitenau en was in het begin zeer eenvoudig uitgerust. Bij de bouw al was voorzien dat de personencontroles door het toetreden van Tsjechië in het Schengenverdrag op 21 december 2007 – exact een jaar na de opening van de grensovergang – wegvallen zou. Het terrein van de grenspost werd een parkeerplaats. Bovendien werd in Petrovice (Peterswald) een Duits-Tsjechische politiebureau geopend.
Net voor de grens bevindt zich de 282 meter lange Nasenbachtalbrücke, direct aansluitend de 300 meter lange ecoduct Harthe. Gelijk na de tunnel volgt de 412 meter lange Grensburg over de Schönwalder Bach, gebouwd door Tsjechië, en kruist ook de Duits-Tsjechische grens. De snelweg bereikt aan Tsjechische zijde, op de helling van de 723 meter hoge Špičák (Sattelberg), het hoogste punt in de snelwegverbinding Dresden – Praag op ongeveer 650 meter hoogte boven NN. Kort na het begin van de Tunnel Panenská, enkele meters na de aansluiting Petrovice, wordt de waterscheiding van het Ertsgebergte, een ondergeschikte waterscheiding tussen de stroomgebieden in de Bohemen en in Saksen die in de Elbe uitmonden, gekruist.